# Coaraci (kommun)
Coaraci är en kommun i Brasilien.   Den ligger i delstaten Bahia, i den östra delen av landet, 900 km öster om huvudstaden Brasília. Antalet invånare är 20 964.
Följande samhällen finns i Coaraci:
- Coaraci

I omgivningarna runt Coaraci växer i huvudsak städsegrön lövskog. Runt Coaraci är det ganska tätbefolkat, med 93 invånare per kvadratkilometer.